# Skepsis ry
Skepsis is een in 1987 opgerichte Finse skeptische organisatie.

## Doel
De missie van Skepsis is het bevorderen van objectief, kritisch en onpartijdig onderzoek naar paranormale claims en pseudowetenschap. Skepsis organiseert publieke lezingen en publiceert artikelen en boeken over skepticisme, waaronder het kwartaalblad Skeptikko. Skepsis werkt samen met andere wetenschappelijk skeptische organisaties en is lid van de European Council of Skeptical Organisations (ECSO). Skepsis staat bekend om haar jaarlijkse Huuhaaprijs (huuhaa = "onzin"), die wordt uitgereikt aan de persoon of organisatie die zich het meest heeft ingespannen om pseudowetenschap te promoten, en om haar Socratesprijs die wordt uitgereikt voor het bevorderen van socratisch, rationeel denken. Skepsis biedt ook een prijs van €10.000 aan, gesponsord door astronoom Hannu Karttunen en goochelaar Iiro Seppänen, voor eenieder in Finland die paranormale fenomenen kan produceren onder bevredigende waarnemingsomstandigheden of kan bewijzen dat zij/hij/het een buitenaards wezen is door een DNA-monster (of een equivalent) te leveren voor onderzoek.

## Huuhaaprijs
De Huuhaaprijs is sinds 1989 gegeven aan een persoon of organisatie die actief pseudowetenschap heeft gepromoot. De ontvangers zijn sinds 2004 als volgt:
- 2004: Het Bioprocess Engineering Laboratory van de Universiteit van Aalto voor Wetenschap en Technologie (heden Aalto-universiteit) voor het aanbieden van creationisme als natuurwetenschappelijke cursus.
- 2005: De volkshogeschool van Varsinais-Suomi voor het opnemen van pseudowetenschappelijke onderwerpen in haar onderwijsprogramma.
- 2006: Alle apotheken en farmaceutische organisaties die de verkoop van homeopathische producten aanbieden als alternatief voor evidence-based medicine.
- 2007: Suomen Kinesiologiayhdistys (een Finse kinesiologie-vereniging) voor het succesvol promoten van toegepaste kinesiologie.
- 2008: Uitgeverij Uusi Tie voor het voortbrengen van pseudowetenschap door de publicatie van boeken van de Finse intelligent design-aanhanger Tapio Puolimatka.
- 2009: Rokotusinfo voor het promoten van eenzijdige en pseudowetenschappelijke claims over vaccinatie.
- 2010: Het Power Balance-armbandje en zijn Finse invoerders en verkopers.
- 2011: De Kärkkäinen-winkel voor het publiceren van het gratis weekblad Magneettimedia dat pseudowetenschap en complottheorieën promoot.
- 2012: Valkee Oy (een Fins bedrijf) voor het succesvol marketen van een slecht onderzochte helderlicht-headset waarvan het beweert dat het een hele hoop symptomen geneest zoals jetlags, migraine en winterdepressies.
- 2013: GMO-Vapaa Suomi, een niet-gouvernementele organisatie die het verbieden van ggo-gewassen in Finland promoot. De prijs werd gegeven wegens het verdraaien van wetenschappelijke kennis en de angstzaaiende discussiestijl.
- 2014: Suomen terveysjärjestö voor het verstrekken van misleidende informatie over zaken als voeding, vaccinatie en homeopathie.

## Socratesprijs
De Socratesprijs van Skepsis wordt jaarlijks uitgereikt aan een persoon of organisatie die rationeel denken of het publieke begrip van wetenschap actief heeft bevorderd. Ontvangers zijn onder andere:
- 2007: Docent Marjaana Lindeman en haar onderzoeksteam voor het bevorderen van kritisch denken.
- 2008: Journalist Kirsi Virtanen voor het bevorderen van kritisch denken in haar radioprogramma's.
- 2009: Academisch professor Kari Enqvist voor het bevorderen van het publieke begrip van wetenschap.
- 2010: Professor, astronoom en auteur Esko Valtaoja voor zijn verdienstelijke bevordering van een wetenschappelijk wereldbeeld.

## Voorzitters
- Otto Mäkelä 2013–
- Pertti Laine 2008–2012
- Matias Aunola 2004–2007
- Jukka Häkkinen 1999–2003
- Ilpo V. Salmi 1995–1998
- Veli Toukomies 1994
- Lauri Gröhn 1993
- Nils Mustelin 1989–1992
- S. Albert Kivinen 1987–1989